# Irkutská národní výzkumná technická univerzita
Irkutská národní výzkumná technická univerzita (rusky Иркутский национальный исследовательский технический университет; zkr. ИрНИТУ) je ruská státní univerzita, založená roku 1930 v Irkutsku. Má 28 tisíc studentů a 1100 vědeckých pracovníků. Vznikla jako Sibiřský důlní institut se třemi fakultami (důlní inženýrství, geologie a metalurgie). Dnes má 12 fakult, 50 oborů a patří k největším technickým univerzitám Sibiře.